# BAM BCFe 4/4
Die BCFe 4/4 der Chemin de fer Bière–Apples–Morges (BAM) sind meterspurige vierachsige Elektrotriebwagen. Die ab 1962 als ABDe 4/4 bezeichneten Fahrzeuge verfügten über ein Erst- und ein Zweitklassabteil sowie ein Gepäckabteil. Mit der Abschaffung der ersten Wagenklasse bei der BAM erhielten sie 1980 die Bezeichnung BDe 4/4.
Die BAM nahm vier BCFe 4/4 anlässlich der Elektrifizierung 1943 in Betrieb, 1949 folgte die nachbeschaffte Nummer 5.

## Technische Beschreibung

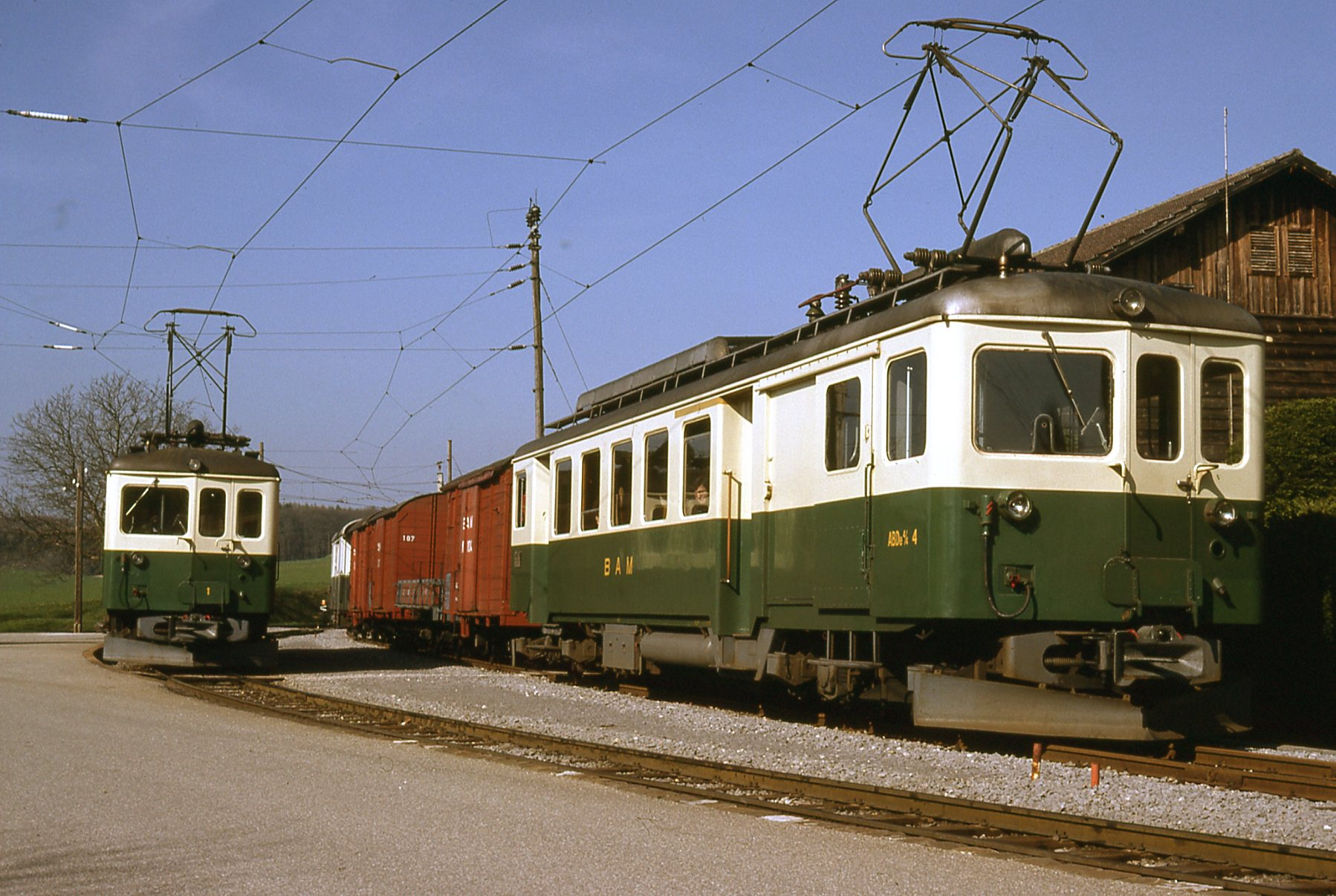
Zwei ABDe 4/4 mit Schienenräumern in den 1970er Jahren in Apples

Der von der Wagonsfabrik Schlieren (SWS) gefertigte Wagenkasten in leichter Stahlbauweise entspricht in seiner Form mit den unsymmetrischen Stirnwänden und den in Nischen angeordneten Türen weitgehend den BDe 4/4 21–25 der Lausanne–Echallens–Bercher-Bahn (LEB) aus der Vorkriegszeit. Die nachbeschaffte Nummer 5 besitzt im Gegensatz zu den anderen Triebwagen symmetrischen Stirnfronten. Der Wagenkasten wurde in den Waadtländer Kantonsfarben weiss und grün lackiert und erhielt gelbe Anschriften und Zierlinien. Im Gepäckraum konnte der Zugbegleiter Edmondsonsche Billette ab den unbedienten Zwischenstationen ausgeben. Im Winter wurden die Schienenräumer durch bis zu den Wagenwänden hinaufreichenden Schneepflügen ersetzt.
Die BCFe 4/4 waren die ersten Schmalspurtriebwagen in der Schweiz für den Betrieb mit 15 000 Volt 16 ⅔ Hertz Wechselspannung. Sie stellten daher in gewissen Bereichen eine Neukonstruktion dar, obwohl auch im elektrischen Bereich auf vorhandene Konstruktionen zurückgegriffen wurde. Die von Sécheron-Werken (SAAS) gelieferte elektrische Ausrüstung ist wie beim Genfer Hersteller üblich einfach gehalten. Sie besteht aus einem über den Fahrtwind gekühlten Öltransformator, pro Drehgestell über zwei in Serie geschalteten Tatzlagerfahrmotoren und eine wechselstromerregte Widerstandsbremse. Auf den Einbau eines Hauptschalters wurde verzichtet. Das Schleudern eines Fahrmotors wird durch eine Hupe angezeigt.

## Betrieb

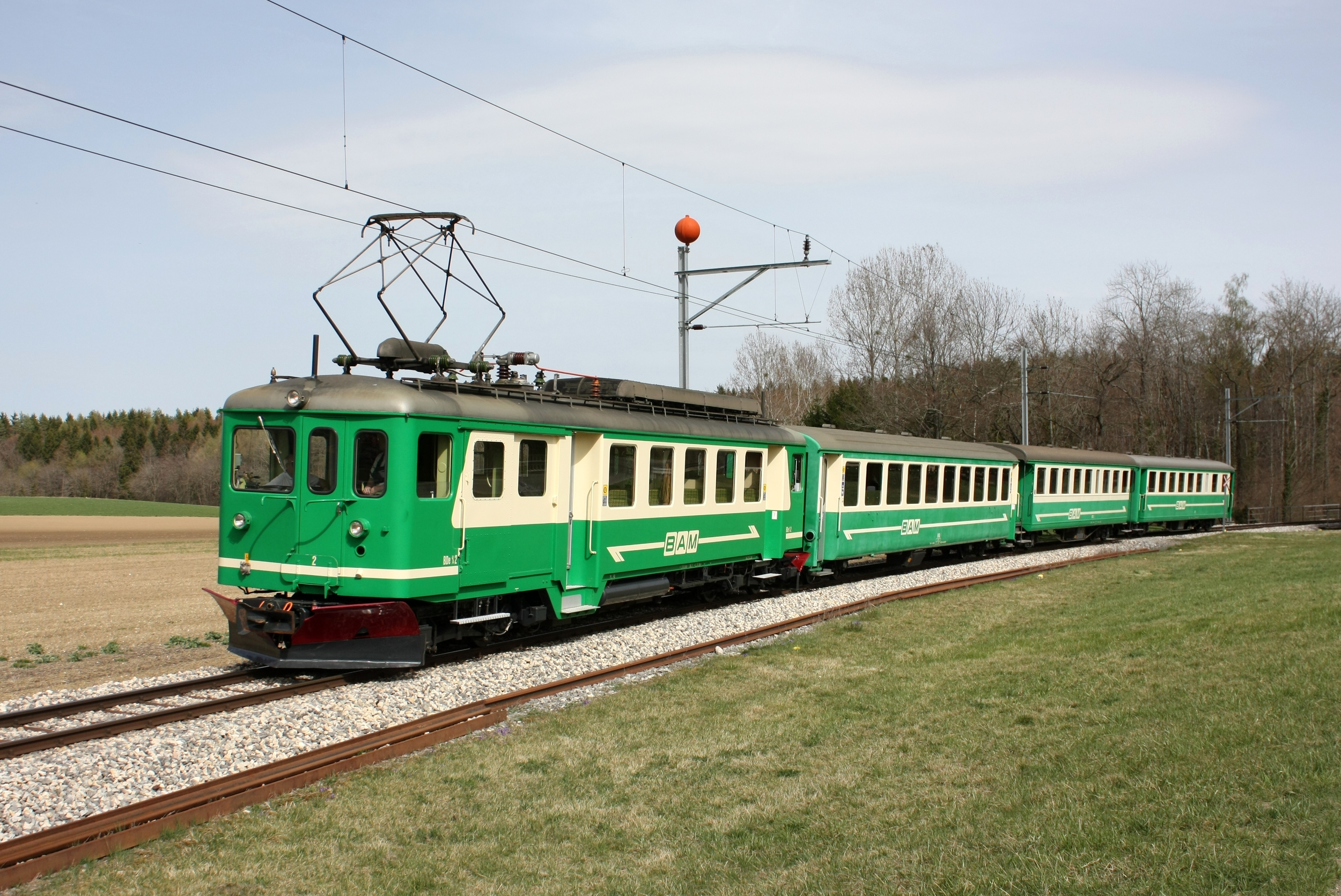
BDe 4/4 2 mit Einheitswagen B 63 sowie den alten B 73 und B 72 zwischen Apples und L’Isle, 2011

Mit den (A)BDe 4/4 bewältigte die BAM jahrzehntelang den ganzen Verkehr. Weil die BAM nicht auf Fahrzeuge anderer Bahnen zurückgreifen kann, kam 1949 ein fünfter Triebwagen in Dienst. Üblicherweise standen drei Fahrzeuge im Fahrplaneinsatz. Der auf der Zweiglinie nach L’Isle eingeteilte Triebwagen konnte auch für Vorspann- und Schiebedienst dienen. Bei starkem Güterverkehr oder für Militärzüge musste auch der Reservetriebwagen hinzugezogen werden. Insbesondere in harten Wintern, wenn Fahrmotoren wegen Kurzschluss oder Überlastung ausfielen, musste auf eigene oder zugemietete Bahnersatzbusse zurückgegriffen werden.
Im September 1993 wurde der BDe 4/4 1 ausrangiert. Er sollte einen in einer Kurve steckengebliebenen Zug abschleppen und fuhr wegen mangelhafter Verständigung auf diesen auf. Dabei wurde er schwer beschädigt.
1994 wurde die Nummer 4 ausrangiert, im September 2010 folgte der BDe 4/4 3. Die Nummer 2 ist als historisches Fahrzeug „train rétro“ erhalten geblieben, die Nummer 5 ist seit 2009 abgestellt. Im Juli 2023 wurde der jahrelang in L’Isle abgestellte  und als Ersatzteilspender dienende Triebwagen 5 nach Bière überführt und soll der Wiederverwertung zugeführt werden.